# Arachnodes soganus
Arachnodes soganus är en skalbaggsart som beskrevs av Renaud Maurice Adrien Paulian 1976. Arachnodes soganus ingår i släktet Arachnodes och familjen bladhorningar. Inga underarter finns listade.